# Ługowiska
Ługowiska – wieś w Polsce położona w województwie kujawsko-pomorskim, w powiecie włocławskim, w gminie Choceń. Miejscowość wchodzi w skład sołectwa Niemojewo.
W latach 1975–1998 miejscowość należała administracyjnie do województwa włocławskiego.